# Otto J. Brendel
Otto Johannes Brendel (* 10. Oktober 1901 in Nürnberg; † 8. Oktober 1973 in New York) war ein deutsch-US-amerikanischer Klassischer Archäologe, dessen Karriere in Deutschland durch die Auswirkungen der Nürnberger Rassengesetze unterbrochen wurde und in den USA ihren Höhepunkt erreichte, wo er als Erneuerer der Klassischen Archäologie gilt.

## Leben
Otto Brendel wurde als Sohn des Kirchenrates Rudolf Brendel und seiner Frau Mathilde Gareis geboren. Seine Familie, die über Generationen Geistliche hervorbrachte, kam 1732 infolge der Protestantenausweisung aus Salzburg in den süddeutschen Raum. Sein Interesse für das Klassische Altertum, aber auch für Literatur und Musik, entwickelte sich schon in seiner Zeit am Neuen Gymnasium Nürnberg. Doch überwog zunächst der Wunsch, Maler zu werden. Während seines letzten Schuljahrs erlaubte sein Vater ihm ein Studium der Malerei bei Max Unold in München. Auch wenn er am Ende nicht Maler wurde, blieb Brendel zeitlebens ein künstlerischer Mensch.
1920 begann er das Studium der Archäologie bei Ludwig Curtius an der Universität Heidelberg. Daneben studierte er Latein und Alte Geschichte. Seine wichtigsten Lehrer neben Curtius, zu dessen bedeutendsten Schülern er zählt, waren Karl Meister, Eugen Täubler, Franz Boll, Ernst Robert Curtius, Alfred von Domaszewski, Friedrich von Duhn, Karl Lehmann-Hartleben, Bernhard Schweitzer und Alfred Weber. Bei Karl Jaspers hörte er Philosophie. Von 1923 bis 1926 arbeitete Brendel als Assistent von Frederik Poulsen in Kopenhagen am Katalog der Ny Carlsberg Glyptotek, wo er die Grundlage für seine Vertrautheit mit den antiken Monumenten legte. Die Promotion erfolgte 1928 bei Curtius in Heidelberg mit der Arbeit Ikonographie des Kaisers Augustus. Im selben Jahr bereitete er als Assistent an der Zentrale des Archäologischen Instituts des Deutschen Reiches die Hundertjahrfeier des Instituts in Berlin vor. Zudem heiratete er in dieser Zeit seine Kommilitonin Maria Weigert (1902–1994). Als Inhaber des Reisestipendiums des Archäologischen Instituts des Deutschen Reiches bereiste Brendel 1929/30 Griechenland und Italien.
Nach der Rückkehr habilitierte sich Brendel 1931 an der Universität Erlangen mit der Arbeit Der schlangenwürgende Herakliskos. Die Universität beurlaubte ihn im Jahr darauf, damit er an der Abteilung Rom des Archäologischen Instituts des Deutschen Reiches unter seinem Lehrer Curtius die Stelle als erster Assistent antreten konnte. Zum Jahresende 1935 wurde ihm gekündigt, da seine Frau Jüdin war und er damit aufgrund der Bestimmungen der Nürnberger Rassengesetze nicht mehr von einer Reichsbehörde beschäftigt werden durfte. 1936 nahm er eine Einladung der University of Durham an und war dort für ein Jahr als Research Fellow tätig. Von einem Vortrag in den USA kam Brendel 1938 nicht mehr nach Deutschland zurück, nachdem ihm dort an der Washington University in St. Louis eine Gastprofessur angeboten worden war. Daran schloss sich auf Bitten von Frederik W. Shipley zunächst ein weiteres Jahr an, in dem er Kunstgeschichte lehrte. 1941 wurde Brendel auf den Lehrstuhl für Klassische Archäologie und Kunstgeschichte der Indiana University in Bloomington berufen. 1949 wurde er Fellow der American Academy in Rome, was er bis 1951 blieb. Die Berufung auf die Professur für Kunstgeschichte und Archäologie an der Columbia University in New York erfolgte 1956. 1963 wurde Brendel emeritiert.

## Wirken
Schon in Deutschland beschritt Brendel neue Wege, indem er neue Fragen stellte und die antiken Kunstwerke in einen neuen historischen Zusammenhang stellte. Wichtigste Arbeit dieser Zeit war die Symbolik der Kugel. Nachhaltige Wirkung entfaltete Brendel aber erst nach seiner Übersiedlung in die USA. Er gilt als der Wiederbeleber der US-amerikanischen Archäologie, die zu einer Disziplin der sterilen Überspezialisierung und der Trivialstudien geworden war. Besonders einflussreich bei der Neubelebung der US-Archäologie waren die Schriften Prolegomena to the Study of Roman Art (1953) und Etruscan Art (1978). Zu den wichtigsten Schülern des als liebenswert, geistreich, zurückhaltend und witzig geltenden Brendel gehörten Jerome Jordan Pollitt, Larissa Bonfante und David Cast. Er forschte zur griechischen, römischen und etruskischen Kunst, zur Religionsgeschichte, zur Symbolik, zu Allegorien und der Nachwirkung der antiken Kunst bis in die moderne Kunst hinein.
Brendel verstarb im Alter von 71 Jahren. Seine Tochter Cornelia war mit dem Dirigenten und Komponisten Lukas Foss verheiratet und war auch jahrelang die Geliebte Glenn Goulds.

## Schriften (Auswahl)
- Ikonographie des Kaisers Augustus. Nürnberg 1931 (zugleich: Dissertation, Universität Heidelberg 1928).
- Der schlangenwürgende Herakliskos. Habilitationsschrift, Erlangen 1931.
  - gedruckt: Der schlangenwürgende Herakliskos. In: Jahrbuch des Deutschen Archäologischen Instituts Band 47, 1932, S. 191–238.
- Symbolik der Kugel. In: Mitteilungen des Deutschen Archaeologischen Instituts, Römische Abteilung. Band 51, 1936, S. 1–95.
  - englisch: Symbolism of the sphere. A contribution to the history of earlier Greek philosophy (= Études préliminaires aux religions orientales dans l'empire romain. Band 67). Brill, Leiden 1977, ISBN 90-04-05266-6.
- Borrowings from ancient art in Titian. In: Art bulletin. Band 37, 1955, S. 113–125.
- Etruscan art (Pelican history of art). Penguin Books, New York 1978. 2. Auflage, Yale University Press, New Haven 1995.
- Prolegomena to a book on Roman art. In: Memoirs of the American Academy in Rome. Band 21, 1953, S. 7–73. 
  - erweiterter Nachdruck: Prolegomena to the study of Roman art. Yale University Press, New Haven 1979, ISBN 0-300-02268-9.
  - deutsche Übersetzung: Was ist römische Kunst? DuMont, Köln 1990, ISBN 3-7701-1812-X.
- The visible idea. Interpretations of classical art. Decatur House, Washington DC 1980.